# Leslie (Missouri)
Leslie – wieś w Stanach Zjednoczonych, w stanie Missouri, w hrabstwie Franklin.